# Natività (Ghirlandaio)
Natività è un'opera rinascimentale dell'artista  italiano Domenico Ghirlandaio, dipinta nel 1492, la scena raffigura la nascita di Gesù. La dimensione dell'immagine realizzata in tempera su tavola è di 85.7 x 62.5 centimetri; si trova nel Fitzwilliam Museum  presso l'Università di Cambridge.

## Descrizione e stile
Il tema del quadro è l'adorazione del Cristo dopo la nascita. Maria Santissima è inginocchiata sul figlio appena nato in fase di preghiera. San Giuseppe, è ritratto come molto più vecchio della sua sposa e appare seduto per terra dietro a Gesù. Sulla destra, dietro la culla, il bue e l'asino guardano il bambino. Un angelo vola in una nebbia dorata sopra la collina lontana, annunciando la notizia della nascita del Salvatore ai pastori. Dietro la testa di Giuseppe, si sta viaggiando su di una tortuosa strada: questi sono i Magi da est, che seguono la stella che brilla su di loro.